# Henri Millot
 (mars 2013).
Si vous disposez d'ouvrages ou d'articles de référence ou si vous connaissez des sites web de qualité traitant du thème abordé ici, merci de compléter l'article en donnant les références utiles à sa vérifiabilité et en les liant à la section « Notes et références ».
Henri Millot est un peintre français né à Paris et mort dans la même ville en 1756.

## Biographie
On connaît peu de choses sur ce peintre de la première moitié du XVIIIe siècle, qui débute avant 1699 et travaille principalement à Paris dans le cercle de Nicolas de Largillierre dont il s'inspire.
On sait que Millot signe à titre d'ami le contrat de mariage de la cousine de Largillière, Marie-Claude Hermant avec Georges Rœttiers, le 18 mai 1711. Après un séjour à Munich vers 1721-1724, duquel on garde le Portrait du duc Gustave-Adolphe des Deux-Ponts (1722, musée de Schleissheim), puis à Strasbourg vers 1730, Millot semble se fixer à nouveau à Paris où il expose deux portraits au Salon de l'Académie de Saint-Luc en 1756.

## Collections publiques
- Portrait de Jean de La Fontaine (1699), Sinebrychoff Art Museum, Helsinki
- Portrait du duc Gustave-Adolphe des Deux-Ponts (1722), château de Schleissheim
- Portrait de femme tenant un masque (vers 1728-1730), Berkshire Museum, Pittsfield (Massachusetts)
- Portrait du chevalier de Larralde d'Urtubie (1734), château d'Urtubie